# Natriciteres variegata
Natriciteres variegata är en ormart som beskrevs av Peters 1861. Natriciteres variegata ingår i släktet Natriciteres och familjen snokar.
Arten förekommer i västra och centrala Afrika från Guinea till Centralafrikanska republiken och till Kongo-Kinshasa. Honor lägger ägg.

## Underarter
Arten delas in i följande underarter:
- N. v. bipostocularis
- N. v. sylvatica
- N. v. variegata
- N. v. pembana